# Bernd Gröne
Bernd Gröne (Recklinghausen, 19 februari 1963) is een Duits voormalig professioneel wielrenner. Hij kwam zijn gehele carrière uit voor Team Deutsche Telekom, en de voorganger hiervan, Team Stuttgart.
In 1988 werd Gröne Duits kampioen bij de amateurs, nadat hij al een keer tweede en derde was geworden. Zijn laatste overwinning was het Duitse kampioenschap voor elite, in 1993.
Gröne deed namens Duitsland mee aan de Olympische Spelen van 1988 (Seoel) aan de wegrit, en eindigde als tweede, achter zijn landgenoot Olaf Ludwig en voor Christian Henn. Beiden zouden later zijn ploeggenoten worden bij Telekom.

## Belangrijkste overwinningen
1984
- Ronde van Normandië

1986
- 8e etappe GP Tell
- 2e etappe Ronde van Nedersaksen

1988
- Wegwedstrijd op de Olympische Spelen
- Duits kampioen op de weg, Amateurs
- Gran Premio della Liberazione

1990
- 14e etappe Ronde van Spanje

1993
- Duits kampioen op de weg, Elite

## Resultaten in voornaamste wedstrijden
| Jaar | Ronde van Italië | Ronde van Frankrijk | Ronde van Spanje |
| ---- | ---------------- | ------------------- | ---------------- |
| 1990 |                  |                     | 121e (1)         |
| 1991 |                  |                     | opgave           |
| 1992 | 144e             | opgave              |                  |

| Jaar | Gent-Wevelgem | Ronde van Vlaanderen | Parijs-Roubaix |
| ---- | ------------- | -------------------- | -------------- |
| 1990 |               |                      |                |
| 1991 | 169e          | 79e                  | 104e           |
| 1992 | 54e           |                      | 77e            |